# Войцеховська Наталія Феодосіївна
Ната́лія Феодо́сіївна Войцехо́вська (нар. 7 вересня 1927, с. Гнилякове (нині Дачне) Одеської області) — українська співачка (мецо-сопрано) і педагог, заслужений діяч мистецтв України (1994).

## Життєпис
1952-народилась донька-Євгения,а в 1960,син-Володимир.
1954 — закінчила Одеську консерваторію (клас І. В. Райченко) за фахом «сольний спів».
1954—1956 — солістка Дніпропетровської філармонії.
1957—1962 — викладачка Одеського музичного училища.
Від 1962 року викладає в Одеській музичній академії ім. А. В. Нежданової, з 1989 — професор.
Серед її учнів — народні артистки України Лариса Стадниченко, Віра Ревенко, Наталя Лелеко, заслужені артистки України Надія Шакун, Ірина Берлізова, лауреат міжнародних конкурсів Ганна Чубученко та ін.

## Репертуар
В репертуарі Н. Войцеховської — твори західно-європейських, українських, російських класиків і сучасних композиторів.

## Праці
- Пристосування методів дослідження в учбовому процесі у навчанні студентів-вокалістів. — Одеса, 1982
- Одеська вокальна школа, її історія і досягнення. — Одеса, 1982
- Життя і творчість композитора К. Ф. Данькевича в Одесі. — Одеса, 1988